# 弗羅倫斯·南丁格爾
弗羅倫斯·南丁格爾 OM RRC（1820年5月12日—1910年8月13日），英國護士、作家、社会改革家与统计学家，被认为是现代护理学与护理学习的创始人。
南丁格尔出生於義大利一個來自英國上流社會的家庭。其在德國學習護理後，曾往倫敦的醫院工作。於1853年成為倫敦慈善醫院的護士長。克里米亞戰爭時，她極力向英國軍方爭取在戰地開設醫院，為士兵提供醫療護理。她分析過堆積如山的軍事檔案，指出在克里米亞戰役中，英軍死亡的原因是在戰場外感染疾病，及在戰場上受傷後缺乏適當護理而感染致死，真正死在戰場上的人反而不多。为了阐释这些内容，她发明了南丁格尔玫瑰图，供不懂统计报告的读者阅读，这也使得她成为数据可视化的先驱。
南丁格爾於1854年10月21日和38位護士志願者到克里米亞野戰醫院工作。成為該院的護士長，被稱為「克里米亞的天使」；南丁格爾經常在黑夜中提燈巡視病房，又被譽為「提燈女士」（The Lady with the Lamp）。
由於南丁格爾的貢獻，讓昔日地位低微的護士，社會地位與形象都大為提高，成為崇高的象徵。「南丁格爾」也成為護士精神的代名詞。

## 早期生涯

弗罗伦斯·南丁格尔绘制的东部军队死亡原因统计图

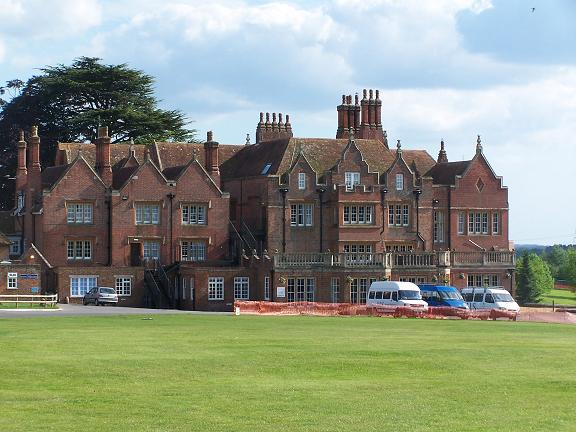
愛伯利公園（Embley Park），弗羅倫斯·南丁格爾小時候的家，現為一所學校

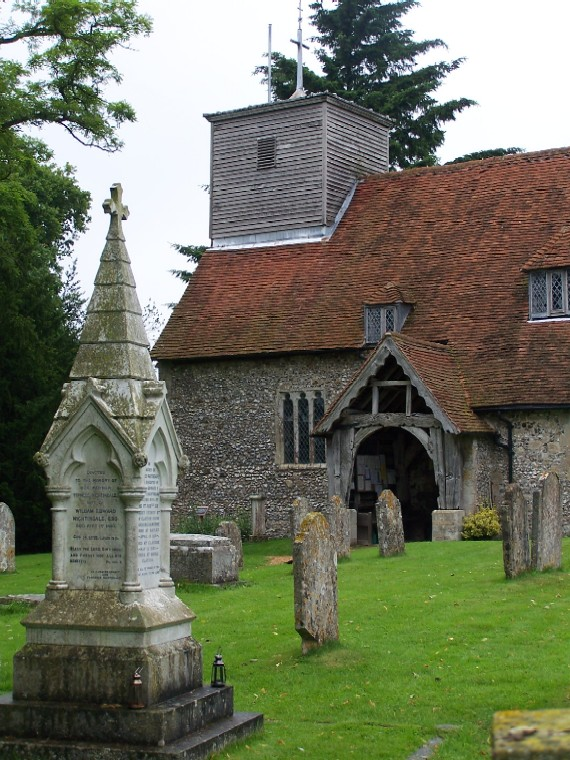
南丁格爾的墳墓，位於英國韋洛 (漢普郡)村聖瑪加利教堂（St. Margaret's Church）的墓地

弗羅倫斯·南丁格爾1820年5月12日生於義大利佛羅倫斯的英國上流社會家庭，就像她的姊姊，作家帕耳忒諾珀·南丁格爾由於在義大利帕耳忒諾珀（Parthenope，那不勒斯舊名）出生，因此以該地為名；佛蘿倫絲的名字也是取自她的出生地：。
南丁格爾的父母是威廉·愛德華·南丁格爾（1794年—1874年）和弗朗西絲·芬妮·南丁格爾·史密斯（Frances Fanny Nightingale née Smith，1788年－1880年）。威廉的母親瑪麗（Mary née Evans，佛蘿倫絲的祖母）是彼得·南丁格爾（Peter Nightingale）的姪女，並從他那繼承了南丁格爾家的姓氏和紋章。而芬妮的父亲（佛蘿倫絲的外祖父）則是廢奴主義者威廉·史密斯。
南丁格爾年輕時，過著十分優渥的上流社會生活，隨時有人服侍，活在舞會、沙龍，以及與貴族們的周旋之中。雖然表面看來是令人稱羨之生活，但南丁格爾內心卻一直感到十分空虛，覺得自己生命活得毫無意義。因為她曾在後花園為流浪動物包扎傷口，令她決心選擇做為人服務的護士；當作自己一生的天職後，她才強烈感受到充實的生命意義。傳說南丁格爾曾聽到上帝對她說話，要她成為護士，才選擇這條道路。事實上，早於1837年在愛伯利公園開始，她就已是護士了。在那個時代，護士是很沒有地位的工作，是只有貧苦低下阶层的女人為了謀生，才肯做的污穢工作，尤其在戰爭爆发之時，護士更需要隨軍奔赴戰場，不但辛苦而且十分危險。在當時的人们看来：所謂護士大概與僕人、廚師之流差不多罷了。1844年，當南丁格爾宣佈她將入行護士一職，此舉令她的家人，尤其是她的母親極為震驚、憤怒和悲痛。不过，南丁格爾后来的表现，徹底改变了社會對护士的社會負面形象，更打破了当时「一位好女性不是当贤妻就应当良母」的社會根深蒂固观念，让大众认识到，原來女性可以在社会发挥更多不同的貢獻。
她一直照顧著窮人。在1844年12月，一個窮人在倫敦的一所工廠醫院死去，引起了公眾對該醫院的責备，這時，南丁格爾成了促进医院改善医疗环境的倡导者。
1851年，南丁格爾在德國西澤斯韋特了解很多有關其醫院的先祖，即由德國路德會的牧師西奧多.弗利德納開設、由其女助手管理的醫院的事情。南丁格爾深深地被那裡優質的照顧及服務所感動。
南丁格爾後來接獲政治家及詩人理查·蒙克頓·米爾尼斯的求婚。1847年，她在羅馬市遇上政治家席德尼·賀伯特。賀伯特已婚，但當兩人首次見面時，他們就深深的被對方吸引，從此他們一直都是一對極親密的朋友。賀伯特幫助了她在克里米亞的護士工作，而她則成為了賀伯特政治生涯中的重要顧問。至1851年，她終於拒絕了米爾尼斯的求婚，因為她深信婚姻會妨礙她的工作，但她這一個舉動卻違反了母親的心願。
南丁格爾與本傑明·喬維特亦有很親密的關係，尤其是在她想要在牛津大學開設應用統計學講座的時候。
南丁格爾的護士生涯從1851年開始，那時，她得以到德國凯撒斯韦特，以女執事的身份首次接受護理培訓，為期四個月。她的家人強烈反對她接受此培訓，因為他們認為這很危險，且護士在社會上的身份地位很低，加上該醫院是一所天主教醫院。雖然她得不到家人的支持，但她反叛的性格此時顯露無遺——她依然堅持立即動身前往西澤斯韋特。在那裡，據她所稱，她獲得她神聖職業「最重要的經驗」。
南丁格爾於1860年在倫敦的聖托馬斯醫院，成立了世界上第一個非修道院形式的護士學校，現在是倫敦國王學院的一部分，奠定了基礎護理學專業。她的生日5月12日被定為國際護士節日。

## 克里米亞戰爭
南丁格爾最有名的貢獻是在克里米亞戰爭期間。1854年10月21日，她和38名女性志願者護士的工作人員，前往英國主要軍營的所在地，俄國的克里米亞半島。
南丁格爾和她的護理師團隊在1854年11月抵達。她們在斯庫台（Scutari）發現當地情況確實是災難性的。 傷者和病者躺在通風不良、沒有暖氣、老鼠出沒的病房和走廊裡。 地板很髒，衛生設施不夠完善，因為腹瀉的人很多，許多病房裡還有簡陋的木桶，散發著難聞的氣味。 許多受感染的人幾個星期都穿著同樣的衣服，身上有跳蚤和蝨子， 自受傷或生病後就沒有洗過澡，甚至連一張簡單的草墊都沒有。 缺少枕頭、毯子、盤子、掃帚、餐具、剪刀、毛巾、托盤或洗手盆和繃帶。
在第一個冬天，在斯庫台（Scutari） 有4,077名士兵死亡。士兵死於斑疹，傷寒，霍亂，是戰爭死亡人數的十倍。在臨時軍營醫院的衛生條件是致命的，因為人滿為患、醫院公共廁所的污水管有缺陷、和通風不足。英國政府派出的衛生委員會於1855年3月到斯庫台，改善污水管和通風狀況，使得死亡率大幅降低。
根据戰地記者的描述，南丁格爾和她的護理助手群將術後感染的機率降低、改善飲食和醫療衛生等，被傷兵們稱為｢上帝派來的天使｣，甚至在南丁格爾等人提著燈夜巡房，還有傷兵不顧自己的傷勢下床，曲膝跪在地上親吻著影子。但後世歷史學家現在意識到一個令人震驚的事實，即南丁格爾所服務的斯庫台醫院的死亡人數高於東部任何其他醫院，其根本原因便是，她對該醫院災難性的衛生條件缺乏了解。南丁格爾抵達斯庫台將近六個月後，時任英國政府派出了衛生委員會，疏通下水道並改善了通風，從而大大降低了死亡率。 然而，南丁格爾本人繼續將大量死亡歸咎於營養和補給不足，以及軍隊的不合理調度。直到她回到英國，當她開始收集證據提交給皇家軍隊健康委員會時，她才改變了主意，得出了一個痛苦的結論，即她所在醫院的大多數士兵都死於惡劣的環境衛生，由於她當時缺乏足夠專業知識。
南丁格爾被稱作提燈天使，而不是包紮天使、輸血天使、開刀天使的原因很簡單—當時她根本沒有多少時間待在醫院。她當時在克里米亞的主要工作是募資及採購。原來當時克里米亞前線的物資嚴重不足，一次採購需要通過英國政府8個以上的不同部會蓋章通過才能施行，這導致了荒謬的情況，例如，倫敦政府拒絕為前線士兵採買襯衫。於是南丁格爾在《倫敦時報》發起募捐活動，使她有足夠的資金可以隨意使用，可以做出不官僚的決定。 他們的第一個行動是購買了數千件襯衫、水杯和襪子。她僅有初期參與醫療手術，之後便專心投入醫院的基本運營。白天不斷寫信募資及與各級政府人員溝通，僅有晚上才稍有空閒到醫院巡視。
許多人發現護士的待遇比勤務兵更溫和、更令人欣慰，據說後者還偷病人的東西。 在發燒的精神錯亂中，許多士兵把姐妹們和家裡的女性親戚混淆了：「他們伸出手說姐姐和媽媽，」查爾斯·布雷斯布里奇（Charles Bracebridge）描述了他們的死亡。 正如一名士兵所說，其中一位姐妹的來訪「就像天使的來訪」。 這種印像也反映在士兵們寫給英國家人的信中，並極大地影響了公眾對南丁格爾與其護理師團隊的看法，因為其中一些信件也在英國媒體上發表。這也成為日後媒體對南丁格爾生平加油添醋的元素之一。
到 1854 年在南丁格爾正式帶領護理師團隊之後，關於她們的報導出現在英國報紙和新聞上，歷史學家海倫·拉帕波特（Helen Rappaport ）將其描述為聖徒。作家考文垂帕特莫爾（Coventry Patmore）塑造其完美妻子和母親的形象。1855 年 2 月 24 日，倫敦新聞畫報刊登了一篇關於南丁格爾夜間手持燈到病房探望病人的報導。 在接下來的幾周和幾個月裡，她的作品的這個細節在圖片和文字中一次又一次地出現，發展成為她個人神話的一部分，並成為大眾眼中理想基督教女性氣質的代表。諷刺雜誌 Punch 等刊登的少數批評或嘲諷言論基本上沒有引起注意：在 1855 年期間，南丁格爾在英國取得了僅次於維多利亞女王的知名度。
南丁格爾回到了英國，並開始收集證據，向皇家委員會報告軍隊士兵的健康狀況，她開始相信，大部份在醫院內死亡的士兵，是在惡劣的生活條件中喪生。這段經歷影響了她後來的職業生涯，讓她主張重視衛生的生活條件。因此，她在非戰爭時期，開始改善醫院的衛生設施，並降低了士兵在醫院的死亡率。
南丁格爾在1859年出版了一本136頁的教科書《Notes on Nursing》，在南丁格爾學校和其他護理學校使用。其他的著作還有《Notes on Hospitals》、《Notes on Matters Affecting the Health, Efficiency and Hospital Administration of the British Army》。
在1870年代，南丁格爾指導琳達·理查茲，“美國的第一個訓練有素的護士”，使她返回美國有足夠的培訓和知識，以建立高品質的護理學，琳達·理查茲後來在美國和日本成為偉大的護理先驅。

## 統計和衛生改革
南丁格爾從小就顯示出對數學的天份，後來，南丁格爾成為視覺表現和統計圖形的先驅。她所使用的圓餅圖，雖然在1801年由威廉普萊費爾所發明，它在當時仍是一個新穎的顯示數據的方法。
南丁格爾被描述為“在統計的圖形顯示方法上，是一個真正的先驅”， 她發展出極坐標形式的圓餅圖:107，或稱為“南丁格爾玫瑰圖”，相當於現代圓形直方圖，以說明她在管理的野戰醫院內，病人死亡率在不同季節的變化。她使用極座標圓餅圖，向不會閱讀統計報告的國會議員，報告克里米亞戰爭的醫療條件，並透過對照平民與軍隊的死亡率，來促使軍隊管理以及衛生條件的改革。:70
後來，南丁格爾對於印度的農村生活，做了全面的衛生統計研究，並在印度改善醫療和公共衛生服務。在1858年和1859年，她成功地遊說成立一個皇家委員會，研究印度的情況。在1873年，南丁格爾報導，“衛生改革10年後，在印度士兵之間的死亡率已經從每千名69人，降低到至18人”。
在1859年南丁格爾被選為英國皇家統計學會的第一個女成員，她後來成為美國統計協會的名譽會員。
南丁格爾的改革最終促成1875英國公共衛生法，確立了英國對下水道、建築法規的要求。:70

## 纪念
1867年建立的，位于伦敦滑铁卢广场的克里米亚纪念碑，为南丁格尔铸造了提灯铜像。
1907年，英国国王爱德华七世将功绩勋章颁授给了南丁格尔，是首次授予女性。
1912年，国际护士理事会将每年5月12日南丁格尔的诞生日定为国际护士节。
1912年，红十字国际委员会决定，每两年颁发一次南丁格尔奖章和奖状，作为对各国护士的国际最高荣誉奖。
马克思曾分别在德国《新奥得报》和美国《纽约论坛报》发表对南丁格尔的赞誉，使南丁格尔在英国外的声名得到传播。
1989年，佛羅倫斯‧南丁格爾博物館（Florence Nightingale museum）設立於英國倫敦的聖湯瑪士醫院。
2008年10月，香港伊利沙伯醫院內的一條街道，經地政總署宣佈命名為南丁格爾路（Nightingale Road）。
至今「南丁格爾」泛稱是為護理師的代名詞，在英國和法國等地，皆設有「南丁格爾護理學校」專門培育護理師人才。而在台灣，只要是護校，其校園一定會擺設南丁格爾的塑像。畢業的護理師們在進入醫院進行臨床護理實習前，都必須在宣誓護理師誓詞後，方能走出校門就業。
荷兰皇家航空的一架麦道MD-11（注册号PH-KCD）就以她的名字命名，该机于2014年11月11日退役。

## 流行文化

### 遊戲
- 《Fate/Grand Order》 弗羅倫斯·南丁格爾在遊戲中是被召喚的英靈之一，職階為，思考被狂化，只與自己對話，為消滅一切害物而行動；這是因為若以原本的模樣受召喚，則能夠在精神上超越並使喚她的御主幾乎不存在的緣故。寶具名為「我将根绝一切毒物」，是將南丁格爾誓言具象化後的力量。原句，中文通譯為「勿為有損之事」。[26]配音︰澤城美雪。
- 《怪物彈珠》：以「戰場護士南丁格爾」登場，是一位強勁角色。
- 《刺客教條：梟雄》：在序列5记忆05「（提燈女士）」登场，帮助救治克拉拉，并借助主角的力量整顿伦敦医疗。
- 《明日方舟》：医疗干员「夜莺（Nightingale）」登场，精英化2阶段拥有基建技能「提灯女神」。